# J.D. Power
JD Power es una empresa estadounidense de investigación de datos y análisis de consumidores con sede en Troy, Míchigan. La empresa fue fundada en 1968 por James David Power III. Realiza encuestas de satisfacción del cliente, calidad del producto y comportamiento del comprador para los sectores automotriz, banca y pagos, patrimonio y préstamos, telecomunicaciones, seguros, salud, viajes y servicios públicos (ofrecidos por empresas privadas). La firma es conocida por su investigación sobre la satisfacción del cliente y la evaluación comparativa de la calidad de los autos nuevos y la confiabilidad a largo plazo. Sus ofertas de servicios incluyen estudios sindicados de toda la industria, investigación patentada, consultoría, capacitación y pronósticos automotrices.«USNews.com: From boats to Internet service, J. D. Power lives to rank». US News. 7 de marzo de 2004. Archivado desde el original el 9 de octubre de 2013. Consultado el 5 de abril de 2007.
Según se informa, JD Power cobra cientos de miles de dólares a los fabricantes de automóviles por acceder a los resultados de su encuesta, una gran tarifa por mencionar sus premios en los anuncios y tiene un servicio para ayudar a las empresas a realizar mejoras para elevar su clasificación. La empresa afirma que sus prácticas comerciales de consultoría a las empresas sobre cómo mejorar las clasificaciones en sus premios y las tarifas que cobran por otorgar licencias para sus premios con fines promocionales están separadas. Eric Schilling (6 de diciembre de 2017). «Everything You Ever Wanted To Know About The JD Power Awards». Jalopnik. Consultado el 10 de abril de 2018.

## Historia
JD Power fue fundada en 1968 por James David Power III. Power había trabajado anteriormente en publicidad e investigación de clientes para Ford Motor Company, donde sentía que los datos de satisfacción del cliente se pasaban por alto con demasiada frecuencia. Más tarde se unió a Marplan, y luego a McCulloch, un fabricante de motosierras. Dejó su puesto en McCulloch y fundó JD Power and Associates el 1 de abril de 1968, trabajando en los inicios desde la mesa de su cocina. La empresa se constituyó el 7 de febrero de 1969. Los "asociados" a los que se hace referencia en el título de la empresa eran su esposa, que lo ayudó con la investigación de mercado, y sus hijos, que ayudaron a llenar los sobres. Al Lewis (18 de diciembre de 2013). «How J.D. Power made companies listen to the customer». Market Watch. Consultado el 10 de abril de 2013.Taryn Luna (12 de enero de 2014). «Seven Things You Need to Know about James David Power». Boston Globe. Consultado el 10 de abril de 2018.Roger Schlueter (1 de abril de 2017). «This is how J.D. Power became a big deal». Consultado el 10 de abril de 2018.
En 1973, la compañía atrajo significativamente la atención nacional por primera vez cuando Julia P. Power, a partir de los resultados de las encuestas de los clientes, descubrió una falla de diseño en las juntas tóricas de ciertos motores rotativos de Mazda. Luego, el informe fue publicado por el Wall Street Journal y ampliamente difundido en otros medios. En los años siguientes, JD Power and Associates se hizo particularmente conocido por sus clasificaciones de satisfacción del cliente automotriz, mientras continuaba trabajando en otras áreas como alimentos y computadoras. La firma creó el primer Estudio de actitud de los distribuidores en 1976 y el Índice de satisfacción del cliente automotriz de EE. UU. en 1981. La entrada de JD Power en el mercado de encuestas de consumidores para computadoras personales, proveedores de larga distancia y proveedores de telefonía celular no fue tan exitosa como su investigación automotriz.
Subaru pagó a JD Power para que mencionara los resultados de su clasificación en los premios JD Power en 1984 y se convirtió en la primera empresa en mencionar sus resultados en un comercial de televisión, que se emitió durante el Super Bowl XVIII. Según JD Power, sus clasificaciones han aparecido en más de 350 000 comerciales de televisión y dos mil millones de anuncios impresos. JD Power amplió sus ofertas para vender productos financieros y de seguros a través de concesionarios de automóviles en 2017.
En 2002, la empresa trasladó su sede de Agoura Hills, California, a Westlake Village en el condado de Ventura. En 2005, James David Power se jubiló y vendió la empresa a McGraw Hill Financial y también renunció como presidente. En septiembre de 2016, McGraw Hill vendió JD Power a XIO Group por 1100 millones de dólares. En marzo de 2018, Dave Habiger fue nombrado presidente y director ejecutivo.
En 2019, JD Power fue adquirida por la firma de capital privado con sede en Chicago Thoma Bravo y, como parte de esta adquisición, JD Power se fusionó con Autodata Solutions, un proveedor de datos y software para la industria automotriz. La sede de la compañía combinada se mudó a Troy, Míchigan luego de la fusión.

## Estudios comparativos

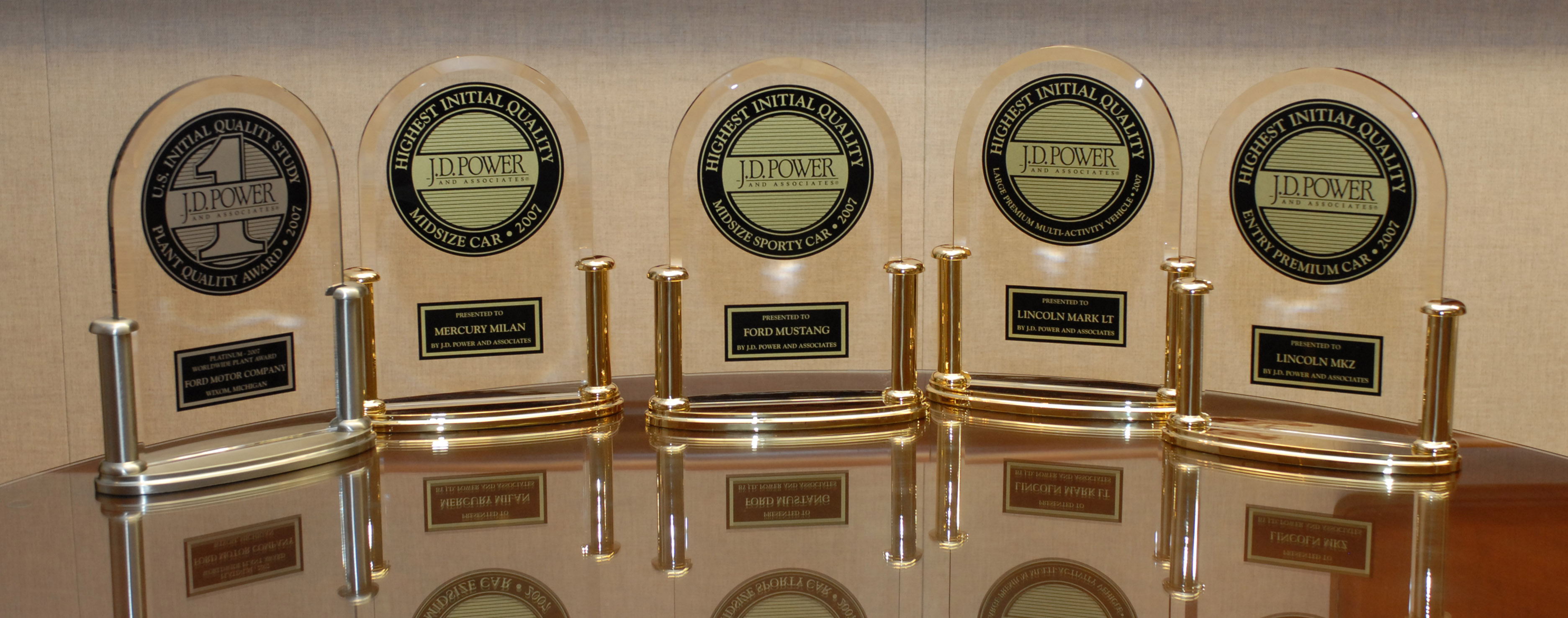
Una selección de los premios otorgados a Ford Motor Company por JD Power en 2007

JD Power lleva a cabo cerca de 200 estudios comparativos al año, extraídos del análisis del comportamiento del consumidor y los datos del mercado, que son totalmente autofinanciados y totalmente independientes. La firma lleva a cabo estudios de evaluación comparativa de la industria de cientos de marcas líderes en las siguientes industrias: automotriz, servicios financieros, atención médica, hogar, seguros, tecnología, medios y telecomunicaciones, viajes y hospitalidad, vivienda para personas mayores y servicios públicos.
La empresa no gana dinero con las clasificaciones de sus productos, aunque usar el logotipo y hacer referencia a los resultados en la publicidad requiere pagar una tarifa de licencia. La mayor parte de los ingresos de la empresa provienen de corporaciones que buscan datos para uso interno.
La investigación de JD Power se lleva a cabo en los idiomas locales de India, Japón, Taiwán, China, Filipinas, Indonesia, Singapur, Tailandia, Malasia, Vietnam, Canadá, México, Europa, Australia, Alemania, Emiratos Árabes Unidos y el Reino Unido.
Los estudios de referencia de mayor duración de la compañía se centran en la industria automotriz. El Estudio de Confiabilidad del Vehículo (VDS por sus siglas en inglés) mide los problemas experimentados después de tres años de propiedad, mientras que el Estudio de Calidad Inicial (IQS por sus siglas en inglés) mide los problemas experimentados dentro de los primeros 90 días de propiedad. Otros estudios conocidos de la industria automotriz incluyen el Estudio de Rendimiento, Ejecución y Diseño Automotriz (APEAL por sus siglas en inglés), que refleja las actitudes de los consumidores hacia los atributos de un vehículo, así como encuestas sobre el servicio del concesionario y la experiencia de compra del cliente. Una versión similar del Estudio de Confiabilidad del Vehículo y los Estudios de Calidad Inicial se realizan internacionalmente y generalmente se publican con el nombre del país, seguido del mismo título, como el Estudio de Calidad Inicial de China.